# Стражите (връх)
Стражите е името на алпийски ръб в Пирин, започващ от връх Полежан на север към връх Каймакчал. Той е мястото с най-ярко изразен алпийски характер в Полежанския дял. Висок е приблизително 2810 м. Състои се от 6-7 малки връхчета, от които последните две са познати като самостоятелни обекти (Голяма и Малка Стража). Голяма Стража е последния връх по гребена. На изток, към Полежанския циркус, Стражите не са с отвесни стени и могат да бъдат изкачени. Западната страна на Стражите обаче представлява отвесни алпийски скали, които се спускат към Газейските езера. Именно от тази страна е класическият вид на Стражите. Всъщност ридът носи наименованието Ушиците, като Стражите са само последните два върха по посока Полежан-Каймакчал (Голяма и Малка Стража). Напоследък обаче се налага името Стражите да се отнася за целия рид от безимменния връх между Малък Полежан и Газей до Голяма Стража.
Въпреки че мнозина смятат за невъзможно преминаването през скалите под Голяма и Малка Стража, възможности за това има, ако се следват каменните пирамидки, оставени от туристите. След като бъдат подсечени откъм югозападната им страна, слизането на пътеката за хижа „Демяница“ най-добре е да стане по втория в посока на север от тях улей, който е по-полегат и леко затревен.
Изкачването на върховете Малка Стража, 2800 м. и Голяма Стража, 2810 м. е опасно и рисковано без специална алпийска подготовка.